# Telégrafo de retorno a tierra

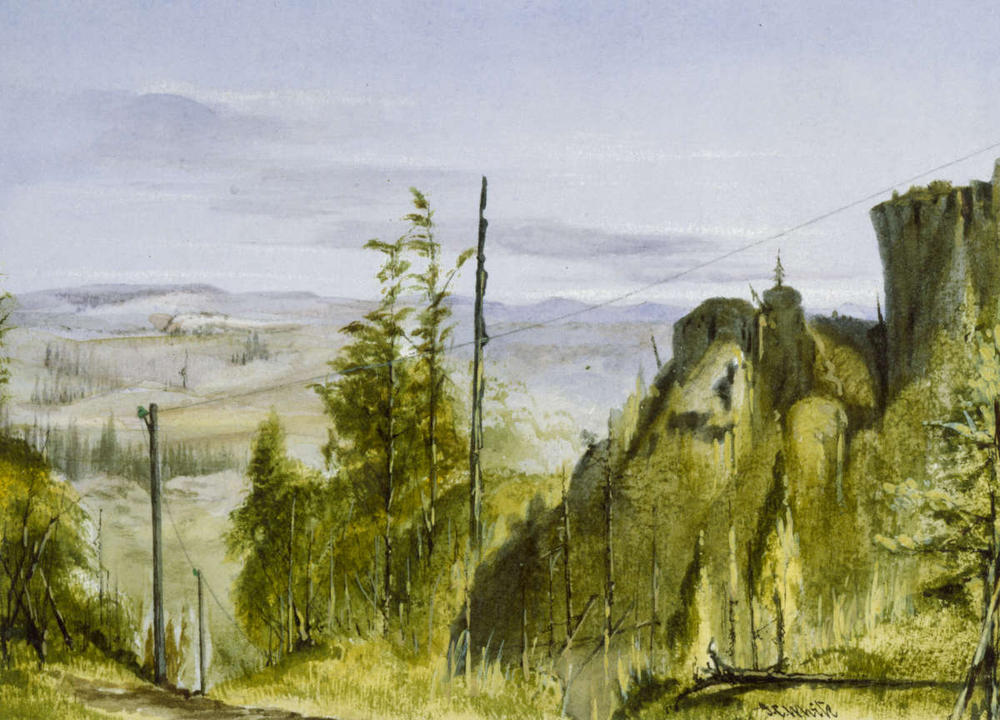
Parte de la línea telegráfica ruso-estadounidense que lleva el cable único de un circuito de retorno a tierra, c. 1866.

El telégrafo de retorno a tierra es el sistema por el cual la vía de retorno de la corriente eléctrica de un circuito telegráfico se realiza mediante la conexión a tierra a través de un electrodo de tierra. El uso del retorno a tierra ahorra mucho dinero en los costes de instalación, ya que reduce a la mitad la cantidad de cable necesario, con el correspondiente ahorro en la mano de obra necesaria para tenderlo. Los pioneros del telégrafo no se percataron inmediatamente de las ventajas de este sistema, pero se convirtió rápidamente en la norma después de que Karl August von Steinheil pusiera en servicio el primer telégrafo con retorno a tierra en 1838.
El telégrafo de retorno a tierra empezó a tener problemas a finales del siglo XIX debido a la introducción de los tranvías eléctricos. Estos perturbaron gravemente el funcionamiento del retorno a tierra y algunos circuitos volvieron al antiguo sistema de retorno por conductor metálico. Al mismo tiempo, el auge de la telefonía, que era aún más intolerante con las interferencias en los sistemas de retorno a tierra, empezó a desplazar por completo a la telegrafía eléctrica, poniendo fin a la técnica de retorno a tierra en las telecomunicaciones.

## Descripción

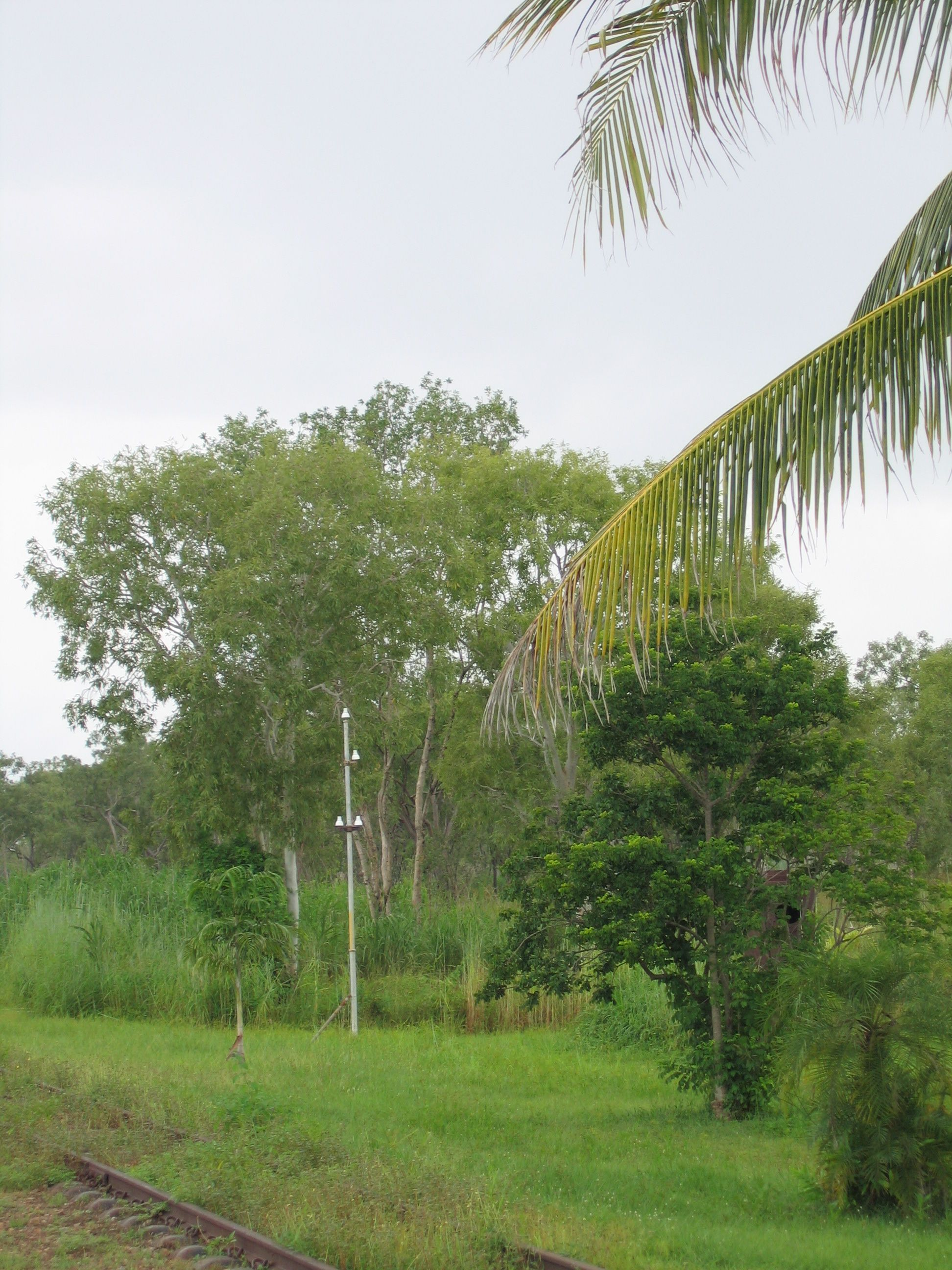
Un poste en desuso de la línea telegráfica Australian Overland que transportaba cuatro líneas con retorno a tierra

Una línea telegráfica entre dos oficinas telegráficas, como todos los circuitos eléctricos, requiere dos conductores para formar un circuito completo. Esto suele significar dos hilos metálicos distintos en el circuito, pero en el circuito de retorno a tierra uno de ellos se sustituye por conexiones a tierra (también llamada masa) para completar el circuito. La conexión a tierra se realiza mediante placas metálicas de gran superficie enterradas profundamente en el suelo. Estas placas pueden ser de cobre o hierro galvanizado. Otros métodos consisten en conectarse a tuberías metálicas de gas o agua, cuando las hay, o tender un largo cable metálico sobre el suelo húmedo. Este último método no es muy fiable, pero era habitual en la India hasta 1868.
El suelo tiene poca resistividad en comparación con los hilos de cobre, pero la Tierra es un cuerpo tan grande que forma efectivamente un conductor con una enorme sección transversal y una alta conductancia. Sólo es necesario garantizar que haya un buen contacto con la Tierra en las dos estaciones. Para ello, las placas de tierra deben estar enterradas a suficiente profundidad para estar siempre en contacto con suelo húmedo. En zonas áridas esto puede ser problemático. A veces, los operarios tenían que verter agua sobre las placas de tierra para mantener la conexión. Las placas también deben ser lo suficientemente grandes como para pasar suficiente corriente. Para que el circuito de tierra tenga una conductancia tan buena como la del conductor al que sustituye, la superficie de la placa debe ser mayor que la sección transversal del conductor en el mismo factor que la resistividad de la tierra supere la resistividad del cobre o cualquier otro metal utilizado para el cable.

## Motivo de su uso
La ventaja del sistema de retorno a tierra es que reduce la cantidad de hilo metálico que se necesitaría, lo que supone un ahorro sustancial en las largas líneas telegráficas que pueden recorrer cientos, o incluso miles, de kilómetros. Esta ventaja no era tan evidente en los primeros sistemas telegráficos, que a menudo requerían múltiples hilos de señal. Todos los circuitos de un sistema de este tipo podían utilizar el mismo conductor de retorno (líneas desequilibradas), por lo que el ahorro de costes habría sido mínimo. Algunos ejemplos de sistemas multifilares son el sistema experimental de Pavel Schilling de 1832, que tenía seis hilos de señal para poder codificar en binario el alfabeto cirílico, y el telégrafo de cinco agujas de Cooke y Wheatstone de 1837. Este último no necesitaba conductor de retorno porque los cinco hilos de señal se utilizaban siempre por pares con corrientes de polaridad opuesta hasta que se añadieron puntos de código para los números.

El coste de los sistemas multifilares llevó rápidamente a que los sistemas monofilares se convirtieran en la norma para el telégrafo de larga distancia. En la época en que se introdujo el retorno a tierra, los dos sistemas más utilizados eran el sistema Morse de Samuel Morse (desde 1844) y el telégrafo de una aguja de Cooke y Wheatstone (desde 1843). El sistema de dos agujas de Cooke y Wheatstone, utilizado en los ferrocarriles británicos, y el telégrafo de Foy-Breguet, utilizado en Francia. Con la reducción del número de hilos de señal, el coste del hilo de retorno era mucho mayor, por lo que el retorno a tierra se convirtió en la norma.
| Sistema telegráfico                    | Número de cables requeridos o propuestos |
| -------------------------------------- | ---------------------------------------- |
| Karl August von Steinheil (1838)       | 1                                        |
| Telégrafo de Cooke & Wheatstone (1837) | 5                                        |
| Pavel Schilling (1832)                 | 8                                        |
| Samuel Thomas von Sömmerring (1809)    | 35                                       |
| William Ritchie (físico) (1830)        | 52                                       |
| André-Marie Ampère (1820)              | 60                                       |

El telégrafo de Sömmerring era un telégrafo electroquímico, no electromagnético, y se sitúa fuera del orden cronológico. Se muestra aquí a modo de comparación porque inspiró directamente el telégrafo electromagnético de Schilling, aunque éste utilizó un número de hilos muy inferior.

## Historia

### Primeros experimentos

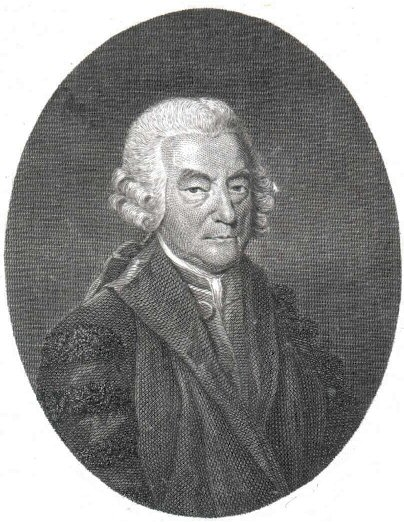
William Watson estableció la viabilidad del retorno a la tierra

El primer uso de un retorno a tierra para completar un circuito eléctrico fue realizado por William Watson en 1747, excluyendo los experimentos en los que se utilizaba una vía de retorno de agua. Watson, en una demostración en Shooter's Hill, Londres, envió una corriente eléctrica a través de 2.800 pies de cable de hierro, aislado con madera cocida, con un camino de retorno a tierra. Más tarde, ese mismo año, aumentó la distancia a tres kilómetros. Una de las primeras demostraciones de una vía de retorno de agua fue la de John Henry Winkler, profesor de Leipzig, que utilizó el río Pleisse de esta forma en un experimento realizado el 28 de julio de 1746. El primer experimentador que probó un circuito de retorno a tierra con una batería de bajo voltaje en lugar de una máquina de fricción de alto voltaje fue Basse de Hameln en 1803 Estos primeros experimentos no tenían como objetivo producir un telégrafo, sino que estaban diseñados para determinar la velocidad de la electricidad. Al final, la transmisión de señales eléctricas resultó ser más rápida de lo que los experimentadores fueron capaces de medir, indistinguible de instantánea.
El resultado de Watson parece haber sido desconocido, u olvidado, por los primeros experimentadores de telégrafos que utilizaban un conductor de retorno para completar el circuito. Una de las primeras excepciones fue un telégrafo inventado por Harrison Gray Dyar en 1826 utilizando máquinas de fricción. Dyar hizo una demostración de este telégrafo alrededor de una pista de carreras en Long Island, Nueva York, en 1828, utilizando un circuito de retorno a tierra. La demostración fue un intento de conseguir apoyo para la construcción de una línea de Nueva York a Filadelfia, pero el proyecto no tuvo éxito (y es poco probable que funcionara a larga distancia), Dyar cayó rápidamente en el olvido y el retorno a tierra tuvo que ser reinventado una vez más.

### Primer telégrafo con retorno a tierra

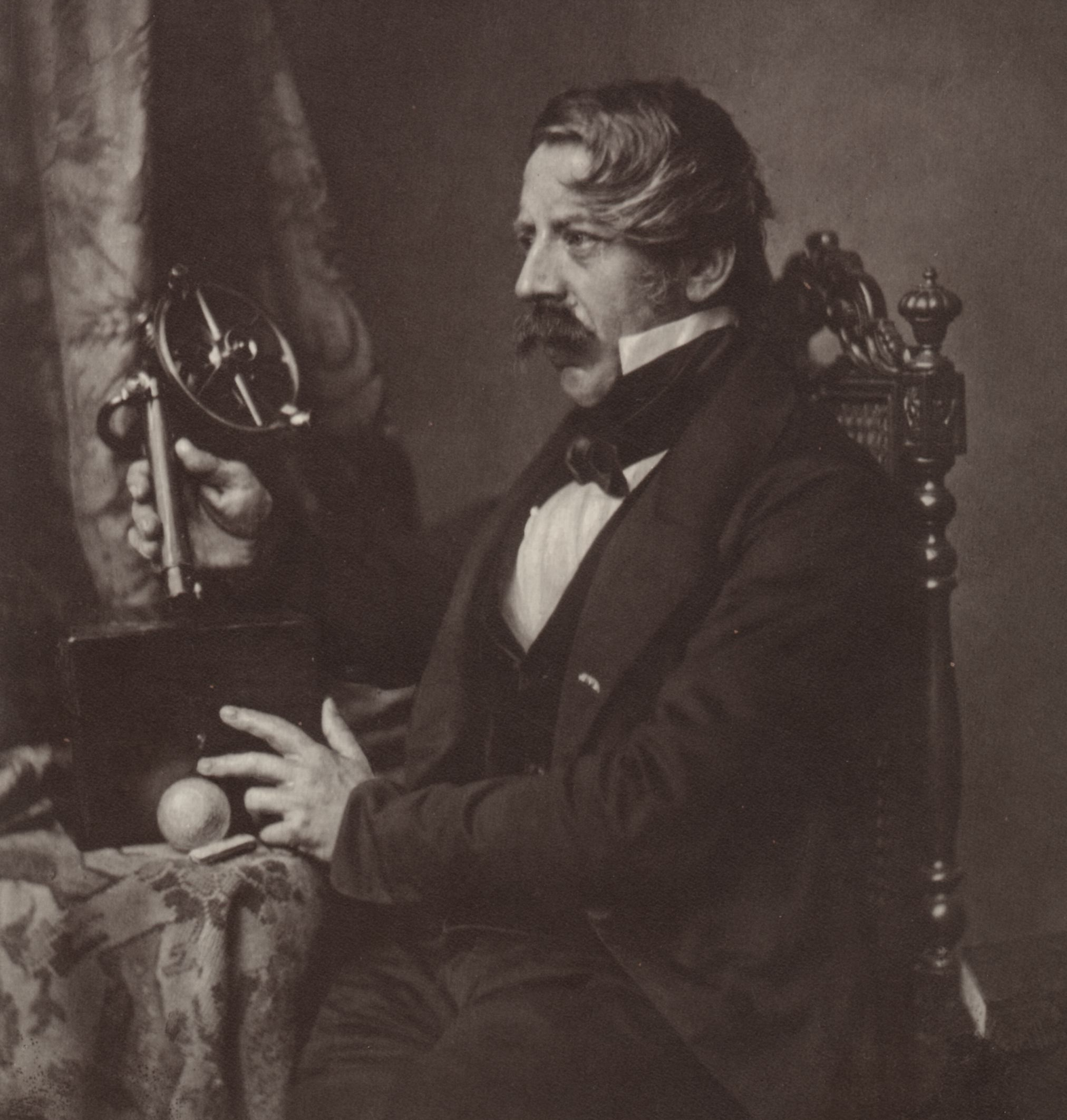
Carl August von Steinheil fue el primero en poner en servicio un telégrafo con retorno a tierra

El primer telégrafo puesto en servicio con retorno a tierra se debe a Carl August von Steinheil en 1838. El descubrimiento de Steinheil fue independiente de trabajos anteriores y a menudo se le cita, de forma inexacta, como el inventor del principio. Steinheil trabajaba en la provisión de un telégrafo a lo largo de la línea ferroviaria Núremberg-Fürth, una distancia de ocho kilómetros. Steinheil intentó primero, a sugerencia de Carl Friedrich Gauss, utilizar los dos raíles de la vía como conductores del telégrafo. El intento fracasó porque los raíles no estaban bien aislados de tierra y, en consecuencia, había una vía conductora entre ellos. Sin embargo, este fracaso inicial hizo que Steinheil se diera cuenta de que la tierra podía utilizarse como conductor y entonces lo consiguió con un solo hilo y un retorno a tierra.
Steinheil se dio cuenta de que la "excitación galvánica" de la tierra no se limitaba al trayecto directo entre los dos extremos del hilo telegráfico, sino que se extendía indefinidamente hacia el exterior. Es posible que fuera el primero en considerar la telegrafía sin hilos como una posibilidad real. Consiguió transmitir una señal a 15 metros por inducción electromagnética, pero esta distancia no tenía utilidad práctica.
El uso de circuitos con retorno a tierra se convirtió rápidamente en la norma, a lo que contribuyó el hecho de que Steinheil renunciara a patentar la idea, ya que deseaba ponerla a libre disposición como un servicio público por su parte. Sin embargo, Samuel Morse no tuvo conocimiento inmediato del descubrimiento de Steinheil cuando instaló la primera línea telegráfica en Estados Unidos en 1844 utilizando dos hilos de cobre. El retorno a tierra se hizo tan omnipresente que algunos ingenieros telegráficos parecen no haberse dado cuenta de que todos los primeros telégrafos utilizaban hilos de retorno. En 1856, un par de décadas después de la introducción del retorno a tierra, Samuel Statham de la Gutta Percha Company y Wildman Whitehouse intentaron patentar un hilo de retorno y llegaron hasta la protección provisional.

### Problemas con la energía eléctrica
La introducción de la energía eléctrica, especialmente en las líneas de tranvías eléctricos en la década de 1880, perturbó gravemente las líneas telegráficas de retorno a tierra. El arranque y la parada de los tranvías generaban grandes picos electromagnéticos que sobrecargaban los impulsos de código de las líneas telegráficas. Esto era especialmente problemático en las líneas que funcionaban automáticamente a alta velocidad y, sobre todo, en los cables telegráficos submarinos. Este último tipo podía tener una longitud de miles de kilómetros y, en consecuencia, la señal que llegaba era pequeña. En tierra, se utilizaban repetidores en la línea para regenerar la señal, pero no se dispuso de ellos para los cables submarinos hasta mediados del siglo XX. Para detectar señales débiles en cables submarinos largos se utilizaban instrumentos sensibles como el registrador de sifón, que los tranvías interrumpían fácilmente.
El problema causado por los tranvías eléctricos era tan grave en algunos lugares que llevó a la reintroducción de los conductores de retorno. Un conductor de retorno que siga el mismo camino que el conductor principal tendrá la misma interferencia inducida en él. Estas interferencias en modo común pueden eliminarse por completo si ambas partes del circuito son idénticas (una línea equilibrada). Uno de estos casos de interferencia se produjo en 1897 en Ciudad del Cabo (Sudáfrica). La perturbación fue tan grande que no sólo se sustituyó el cable enterrado que atravesaba la ciudad por una línea equilibrada, sino que se tendió un cable submarino equilibrado a lo largo de cinco o seis millas náuticas mar adentro, donde se empalmó con el cable original.
La llegada de la telefonía, que inicialmente utilizaba las mismas líneas de retorno a tierra que la telegrafía, hizo imprescindible el uso de circuitos equilibrados, ya que las líneas telefónicas eran aún más susceptibles a las interferencias. Uno de los primeros en darse cuenta de que los circuitos totalmente metálicos resolverían los graves problemas de ruido de los circuitos telefónicos con retorno a tierra fue John J. Carty, futuro ingeniero jefe de la American Telephone and Telegraph Company. Carty empezó a instalar retornos metálicos en las líneas bajo su control e informó de que los ruidos desaparecían inmediatamente casi por completo.